# Phan Thiết
Phan Thiết er en by i det sydlige Vietnam med et indbyggertal (pr. 2011) på cirka 350.000, at området er 206 kvadratkilometer.. Byen er hovedstad i Binh Thuan. Byen ligger ved kysten til det Sydkinesiske hav, og er en af landets vigtigste havnebyer. Phan Thiết er 198 km fra Ho Chi Minh-byen.